# Cypripedium guttatum

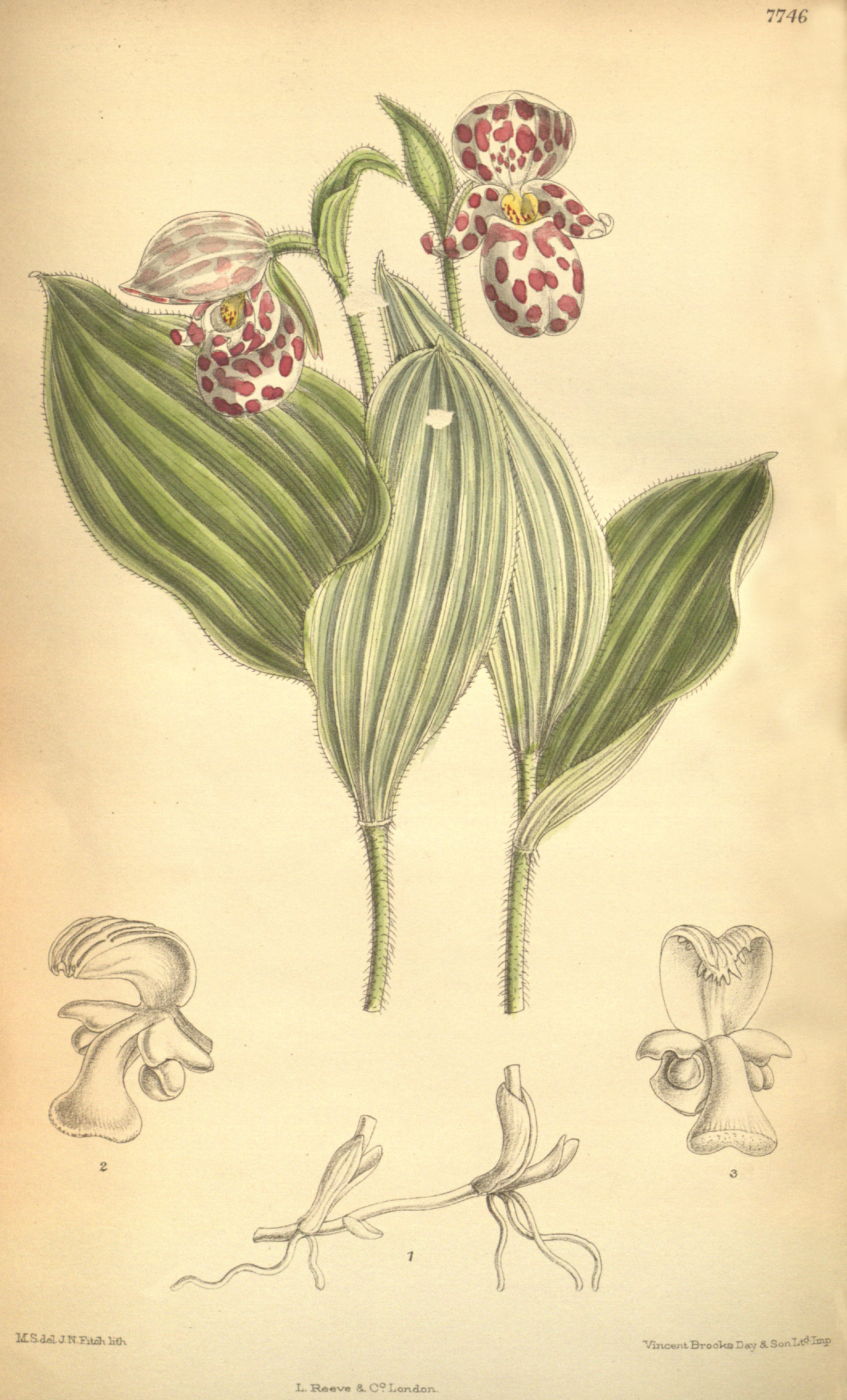
Ilustración

Cypripedium guttatum es una especie del género Cypripedium dentro de la familia Orchidaceae. Es endémica desde la rusia europea hasta Corea, Alaska y Yukón.

## Descripción
Es una planta herbácea de tamaño pequeño, que prefiere el clima fresco a frío, es de hábito terrestre con un tallo pubescente que lleva 2 hojas caulinares subalternas, elípticas a ovado-elípticas, pubescentes, glabras por el haz, de color verde azulado, aguda a acuminada . Florece  en una delgado tallo de inflorescencia terminal, densa  de 7 a 13 cm de largo. A diferencia de C. macranthos que tiene el borde de la abertura del lábelo hacia adentro el de C. guttatum está recurvado hacia el exterior.  Es una de las más difundidas del género es reconocida por sus 2 hojas y las flores de color blanco con manchas de color morado con estrechos pétalos ovados y un labio urceolado distintivo. La floración se produce en la primavera y el verano.

## Distribución y hábitat
Se distribuye por Canadá y Alaska y desde las Islas Aleutianas hasta Japón, Rusia central, el este de Rusia, Mongolia, Corea, China, Himalaya oriental y Bután donde se encuentra en los bosques de abedules abiertos o en praderas abiertas y bosques de altura desde 1000 a 4100 metros.

## Taxonomía
Cypripedium guttatum fue descrita por Peter Olof Swartz y publicado en Kongl. Vetenskaps Academiens Nya Handlingar 21(3): 251. 1800.
Etimología
El nombre del género viene de « Cypris », Venus, y de "pedilon" = "zapato" o "zapatilla" en referencia a su labelo inflado en forma de zapatilla.
guttatum; epíteto latino que significa "con motas".
Sinonimia
- Cypripedium orientale Spreng. (1826)
- Cypripedium variegatum Georgi (1775)
- Cypripedium guttatum var. koreanum Nakai (1952)
- Cypripedium guttatum f. albiflorum Aver. (1999)[2][5][6]

## Nombres comunes
- Español: Zapatilla de dama moteada